# Кинг, Эд
Эд Кинг — американский музыкант, гитарист групп Strawberry Alarm Clock и Lynyrd Skynyrd.

## Биография
Кинг родился в Глендейле, Калифорния, 14 сентября 1949 года. Музыкант присоединился[прояснить] к группе Thee Sixpence (впоследствии — Strawberry Alarm Clock) в начале 1966 года. Написал с Марком Вейцем единственный хит группы «Incense & Peppermints». В Strawberry Alarm Clock продержался до 1971 года, после чего ушёл в группу Lynyrd Skynyrd, заменив бас-гитариста Леона Уилксона. Является соавтором песни «Sweet Home Alabama». Покинул Lynyrd Skynyrd в 1976, но принял участие в воссоединении группы в 1987 году. Был включён в составе Lynyrd Skynyrd в Зал славы рок-н-ролла в 2006 году.
В 2011 году Кинг успешно перенес операцию по пересадке сердца. В 2017 году он появился в качестве гостя в документальном телесериале «Самогонщики». 22 августа 2018 года умер в возрасте 68 лет.

## Дискография

### СStrawberry Alarm Clock
- Incense and Peppermints (1967)
- Wake Up...It's Tomorrow (1968)
- The World In a Seashell (1968)
- Good Morning Starshine (1969)

### СLynyrd Skynyrd
- (Pronounced 'Lĕh-'nérd 'Skin-'nérd) (1973)
- Second Helping (1974)
- Nuthin' Fancy (1975)
- Skynyrd's First and... Last (1978)
- Legend (1987)
- Southern by the Grace of God (1988)
- Lynyrd Skynyrd 1991 (1991)
- The Last Rebel (1993)